# Autoscopia
Autoscopia é definida como uma experiência em que uma pessoa enquanto acreditando estar acordada vê seu corpo, o ambiente e o mundo a sua volta como se estivesse fora do seu corpo físico. Mais precisamente, experiências de autoscopia são caracterizadas pela presença dos três fenômenos a  seguir:
- Desencorporação (situação onde aparenta estar do lado  de fora de um corpo);

- Impressão de ver o mundo de um ponto distante e elevado, tendo uma perspectiva visual espacial (extracorporeamente, mas perspectiva visual-espacial egocêntrica); e

- Impressão de ver o próprio corpo (autoscopia) a partir das perspectiva descritas.

## Explicações científicas
A autoscopia vem confundindo a Ciência oficial e a raça humana há uma eternidade, mesmo existindo informações em abundância no folclore, mitologia, teosofia, narrativas espirituais de sociedades modernas e também as mais antigas.
Bunning e Blanke (2005) do Laboratório de Neurosciência Cognitiva, Ecole Polytechnique Federale de Lausanne (EPFL), Lausanne, e Departamento de Neurologia, Hospital Universitário, Genebra, Suíça, revisaram alguns dos fatores clássicos que indicam e podem induzir a autoscopia. Estes são sono, abuso de droga, e anestesia geral, assim como o próprio neurobiologismo.
Foram compararados com resultados recentes de pesquisas com mecanismos neurológicos e neurocognitiva das autoscopias. Os dados revisados sugerem que estas autoscopias são devido a desintegração funcional do baixo-nível de processamento do plano multisensorial, sendo iniciado um processamento anormal em alto-nível da junção temporo-parietal. Os pesquisadores argumentam que a investigação experimental das interações entre estes multisensores e os mecanismos cognitivos em autoscopias e ilusões relacionadas, em combinação com neuroimagens e técnicas de análise comportamental talvez promovam nosso melhor entendimento dos mecanismos centrais do corpo e da consciência humana.
A Heautoscopia, ou experiência de duplo, é relacionado a este fenômeno